# Norbert Wolf (Kunsthistoriker)
Norbert Wolf (* 1949 in Regensburg) ist ein deutscher Kunsthistoriker.
Wolf studierte Kunstgeschichte, Linguistik und Mediävistik zunächst an der Universität Regensburg und dann an der Universität München. 1983 erfolgte seine Promotion im Fach Kunstgeschichte. Nach mehrfacher Tätigkeit als wissenschaftlicher Assistent an der Universität München habilitierte sich Wolf 1992 mit einer Arbeit über Schnitzretabel des 14. Jahrhunderts. Norbert Wolf war Mitarbeiter an dem von Wolfgang Braunfels geleiteten Forschungsprojekt Die Kunst im Heiligen Römischen Reich und Gastprofessor in Düsseldorf, Frankfurt am Main, Leipzig, Marburg, Nürnberg-Erlangen und Innsbruck.
Wolf hat zahlreiche kunsthistorische Sachbücher publiziert mit Themen, die von mittelalterlicher Buchmalerei bis zu Caspar David Friedrich und der erotischen Kunst des 20. Jahrhunderts reichen.

## Schriften (Auswahl)
- Giovanni Battista Piranesi. Der Römische Circus: die Arena als Weltsymbol. Frankfurt am Main 1995, ISBN 3-596-12051-9.
- Deutsche Schnitzretabel des 14. Jahrhunderts Berlin 2002, ISBN 3-87157-194-6.
- Caspar David Friedrich, 1774–1840. Der Maler der Stille. Taschen, Köln u. a. 2003, ISBN 3-8228-1957-3.
- mit Ulrich Reißer: Kunst-Epochen. Band 12: 20. Jahrhundert II (= Reclams Universal-Bibliothek. 18179). Reclam, Stuttgart 2003, ISBN 3-15-018179-8.
- Ernst Ludwig Kirchner. 1880–1938. Am Abgrund der Zeit. Taschen, Köln u. a. 2003, ISBN 3-8228-2121-7.
- mit Ingo F. Walther: Codices illustres. Die schönsten illuminierten Handschriften der Welt. 400 bis 1600. Taschen, Köln u. a. 2005, ISBN 3-8228-4747-X.
- Albrecht Dürer. 1471–1528. Das Genie der deutschen Renaissance. Taschen, Köln u. a. 2006, ISBN 3-8228-4919-7.
- Beute. Kunst. Transfers. Eine andere Kunstgeschichte. Marixverlag, Wiesbaden 2010, ISBN 978-3-86539-240-4.
- Jugendstil. Prestel, München u. a. 2011, ISBN 978-3-7913-4541-3.
- Art Déco. Prestel, München u. a. 2013, ISBN 978-3-7913-4763-9.
- Das Goldene Zeitalter der niederländischen Malerei Prestel, München u. a. 2019, ISBN 978-3-7913-8405-4.